# Sekundærrute 593
De Sekundærrute 593 is een secundaire weg in Denemarken. De weg loopt van Løkken via Vrå naar Tårs. De Sekundærrute 593 loopt door Noord-Jutland en is ongeveer 25 kilometer lang.